# Rumen

Mecanisme del funcionament dels estómacs d'un remugant:1. Reticle; 2. Atri del rumen; 3. Sac dorsal del rumen; 4. Sac ventral del rumen; 5 i 6. Sacs cecs caudals del rumen.

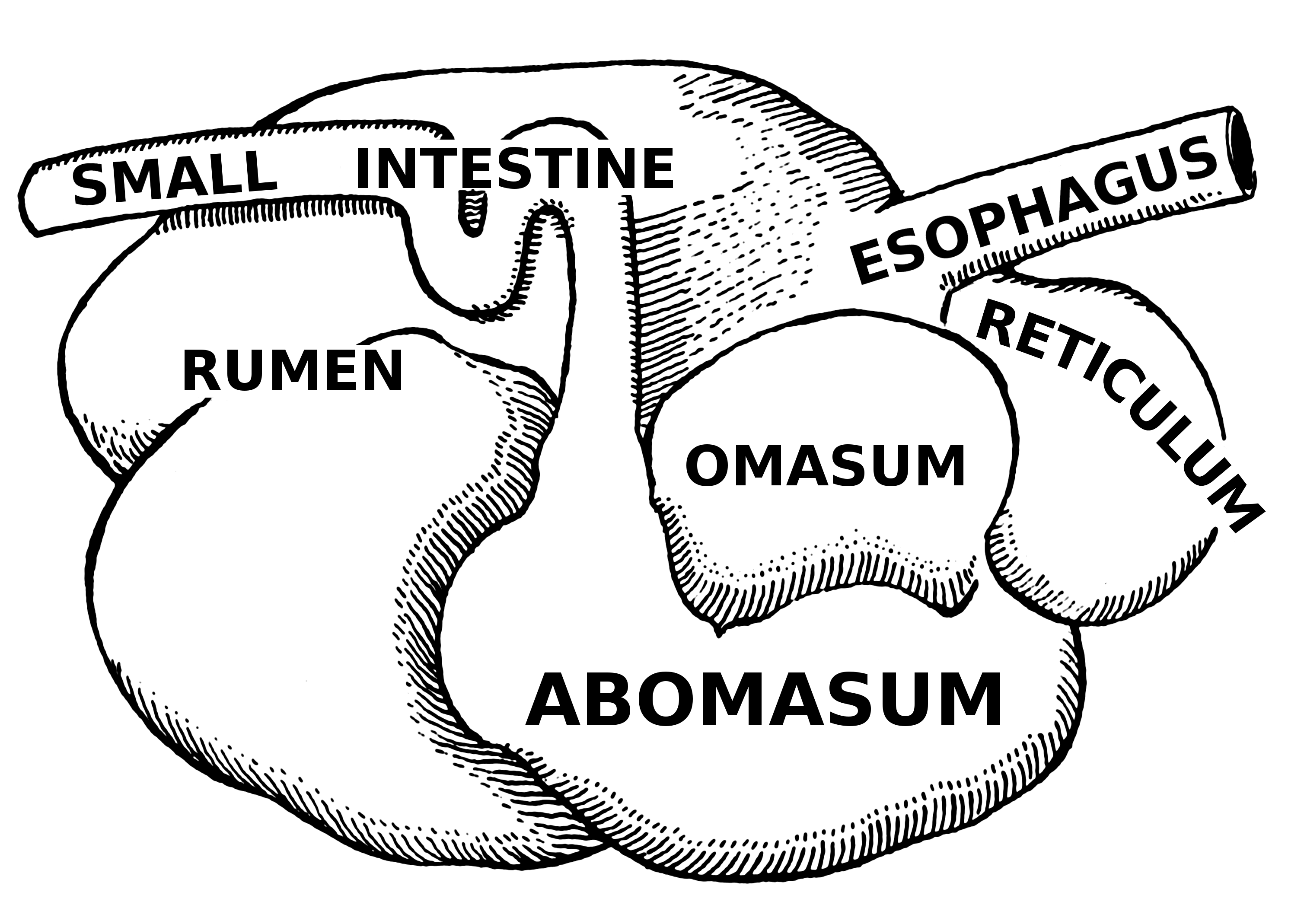
Esquema del sistema digestiu d'un remugant

El rumen és el primer i el més voluminós dels preestòmacs del animals remugants, està situat a la meitat esquerra de la cavitat abdominal, entre el diafragma i la cavitat pelviana. Comunica per davant amb l'esòfag, que s'obre en el sac dorsal, i amb el reticle.
Els animals remugants lactants tenen un rumen rudimentari, puix que la seva alimentació només precisa de l'estómac glandular (abomàsum) per a la seva digestió. Quan l'animal remugant va creixent i comença a consumir herba, el rumen, i els altres preestòmacs, comencen a desenvolupar-se.
El volum del rumen depèn de l'espècie: la capacitat que arriba a tenir el rumen en una vaca és d'uns 200-250 litres mentre que en una ovella és d'uns 12 litres.
El continu intercanvi dels continguts del reticle i del rumen porta a considerar-los d'una forma unitària, anomenada complex "reticle-rumen" (reticulorumen).

## Descripció

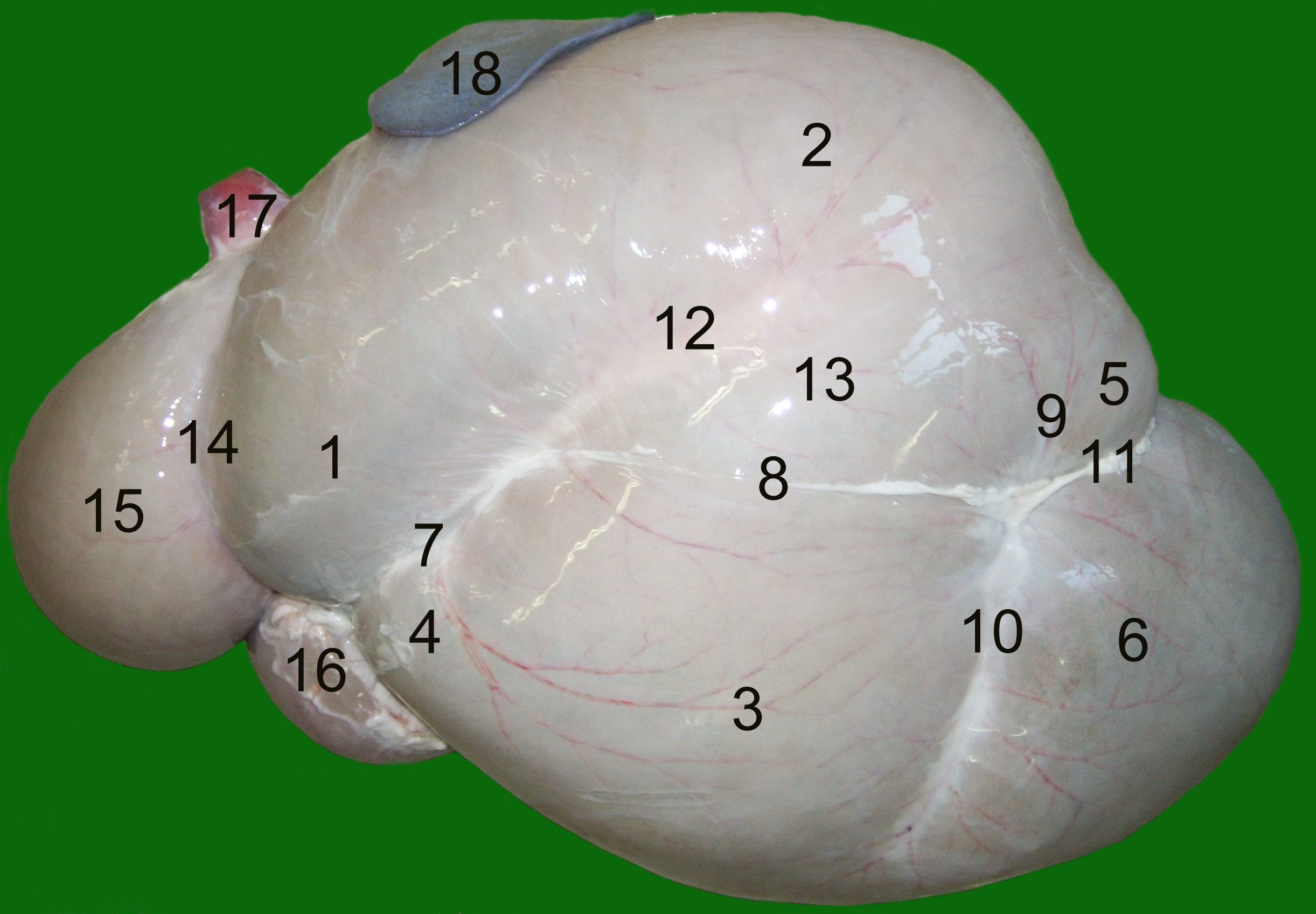
Vista esquerra del rumen d'una ovella. 1. Atri ruminal; 2. Sac dorsal; 3. Sac ventral; 4. Recés ruminal; 5. Sac cec caudo-dorsal; 6. Sac cec caudo-ventral; 7. Solc cranial; 8. Solc longitudinal esquerre; 9. Solc coronari dorsal; 10. Solc coronari ventral; 11. Solc caudal; 12. Solc accessori esquerre; 13. Ínsula ruminal; 14. Plec reticle-ruminal; 15. Reticle; 16. Abomàsum; 17. Esòfag; 18. melsa.

El rumen té forma de sac aplanat lateralment, de manera que la superfície esquerra contacta amb la paret esquerra de la cavitat abdominal i les darreres costelles i la superfície dreta amb la resta de les vísceres que ocupen aquesta cavitat (llibre, abomàsum, pàncrees, fetge i intestins). Ocupa tota la meitat esquerra de la cavitat abdominal, des del diafragma, amb el qual contacta mitjançant el sac dorsal (el sac ventral està separat del diafragma, situant-se entre ambdós el reticle), fins a la pelvis en la qual penetra el sac cec caudal de la porció dorsal, explorable per vía rectal. En l'ovella i la cabra és el sac ventral el d'extensió més gran.
Externament, el rumen està recorregut per solcs que delimiten els diferents sacs. Els solcs més destacats són els solcs longitudinals, dret i esquerre, que divideixen el rumen en els sacs o porcions dorsal i ventral.
Internament, está recobert per una mucosa provita de nombroses pilositat que li donen un aspecte típic d'estora, de tacte aspre i color marró fosc a gairebé negre.

## Fisiologia
El rumen compleix la funció d'una cambra de fermentació on es degrada la cel·lulosa que contenen els aliments vegetals que ingereix l'animal. Per a aquesta funció dins el rumen hi ha permanentment un líquid ruminal format per restes de l'aliment i una abundant i variada flora i fauna formada per bacteris, protozous, fongs, arqueus, i virus. Les contraccions de les parets del rumen i els solcs que creuen la seva superfície provoquen una contínua mescla del contingut.
Periòdicament, el contingut del rumen torna a la boca per a una segona mastegació (fenomen de la ruminació).

## Digestió dels remugants
Després d'haver-se empassat l'aliment, aquests passen a través de l'esòfag i es dipositen en la part dorsal del reticle on es mescla i fermenta alliberant gasos. Les parts més grosses de la mescla pugen per l'esòfag i tornen a ser mastegades, després tornen per l'esòfag i es dipositen en el sac dorsal del reticle per a ser mesclades una altra vegada en el rumen més tard passan al canal dit omàsum.
La superfície superior del rumen s'omple amb gasos (com el metà, diòxid de carboni i en menor mesura amb hidrogen molecular) alliberats per la fermentació i la respiració anaeròbica dels aliments. Aquests gasos són expel·lits regularment, a través de la boca, des del complex reticulorumen mitjançant el procés de l'eructació.
Els principals substrats de la digestió en el complex reticulorumen són carbohidrats no estructurals (midó, sucre, i pectina), carbohidrats estructurals (hemicel·lulosa i cel·lulosa) i compostos nitrogenats (proteïnes, pèptids i aminoàcids). Tant els carbohidrats estructurals com els no estructurals s'hidrolitzen a monosacàrids o disacàrids per part d'enzims microbians. Una vegada dins les parets microbianes els mono i disacàrids poden ser assimilats dins la biomassa microbiana o fermentar per donar àcids grassos volàtils, (VFAs), acetat, propionat, butirat, lactat, valerat i altres a través de la glicòlisi i altres vies bioquímiques per donar energia a les cèl·lules microbianes La majoria dels VFAs s'absorbeixen a través de la paret del complex reticulorumen, directament al corrent sanguini i el remugant l'usa com substrats per la producció d'energia i la biosíntesi.
Els lípids, la lignina, els minerals, i les vitamines tenen un paper menys prominents en la digestió que els carbohidrats però són crítics de diverses maneres.

## Microbiologia del rumen
El rumen conté un gran nombre de bacteris (de l'ordre de 10¹⁰-1011 cèl·lules/g de rumen) que s'encarreguen de degradar la matèria orgànica esmentada anteriorment i de produir nombrosos compostos. Es tracten de bacteris anaerobis i es calcula que hi viuen entre 300 i 400 espècies, on dominen espècies de Firmicutes i Bacteroidetes.
La producció de metà és a càrrec d'arqueus metanògens tals com Methanobrevibacter, Methanosphaera i Methanoplanus, principalment.
A més a més també abunden fongs i protozous. Hi ha un gran nombre de protozous ciliats que arriben a densitats de 10⁶ cèl·lules/ml. Molts d'ells són anaerobis obligats, cosa poc habitual entre els eucariotes. S'encarreguen de funcions tan diferents com degradar la cel·lulosa o, d'altra banda, controlar les poblacions de bacteris, ja que se n'alimenten. En canvi, els fongs només s'encarreguen de degradar la matèria orgànica i tenen importància en la degradació de la lignina, l'hemicel·lulosa i la pectina.

## Aprofitament culinari

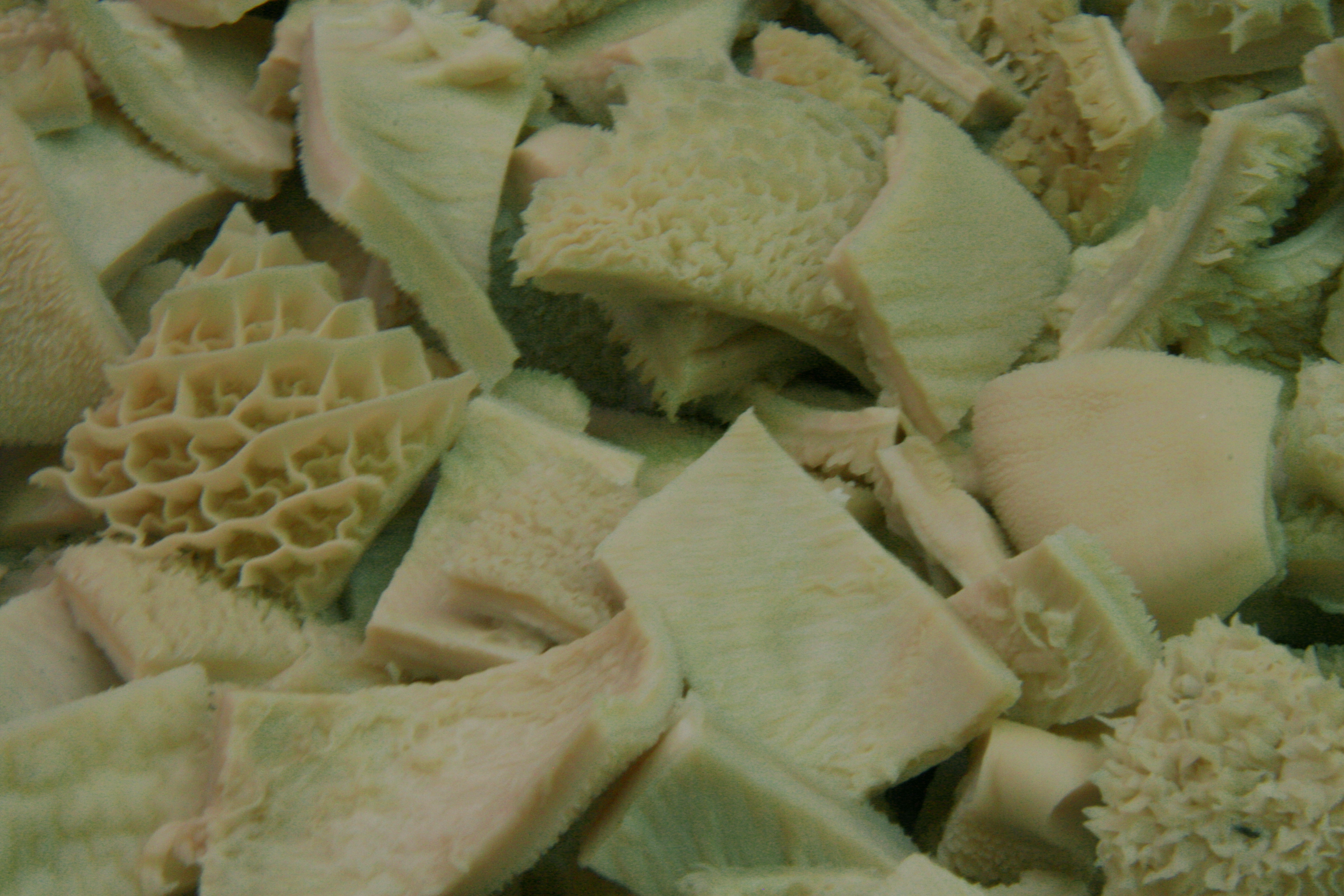
A la part superior de la imatge i a l'angle inferior dret es poden veure els trossos de rumen.

El rumen, junt amb els altres preestòmacs forma part del plat dit tripa (en castellà: callos).